# Nieuwendam
Nieuwendam (« Nouvelle digue » en néerlandais) est un ancien village néerlandais situé en province de Hollande-Septentrionale, qui devient un quartier de l'arrondissement Noord de la commune d'Amsterdam en 1921.

## Histoire

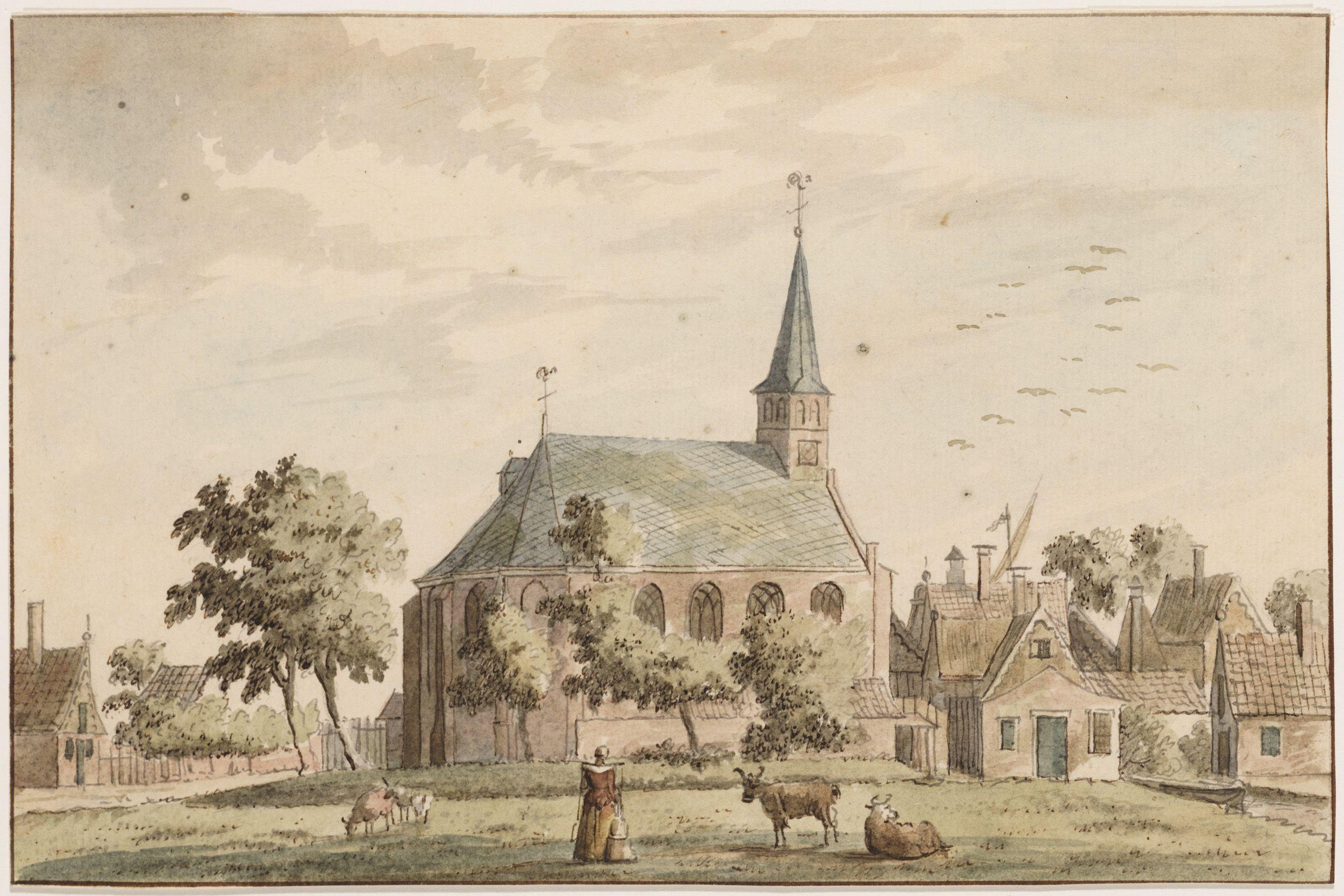
Nieuwendam au XVIII.

L'ancienne commune inclut à la fois le village de Nieuwendam mais aussi Zunderdorp. Le nom de la commune remonte à 1516, date à laquelle une nouvelle digue est construite à la suite de la rupture de la précédente. Cette dernière donne également son nom au village de Dijkdorp (« Village de la digue »).
L'actuel quartier de Nieuwendam comprend Tuindorp Nieuwendam (construit entre 1924 et 1934 puis de 1948 à 1955), Nieuwendam-Nord (1963-1968) et le Buikslotermeer (1966-1975).